# Ojek

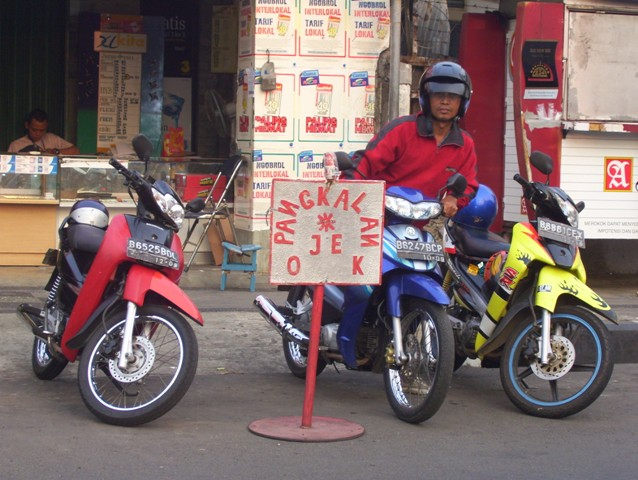
Ojek wartet auf Kunden

Ein Ojek ist die im westlichen Teil Javas vorherrschende Bezeichnung für ein Mietmotorrad mit Fahrer. In Indonesien ist ein Ojek eine gängige und häufig benutzte Art des Personentransportes.
Der Preis umfasst auch den Fahrer und richtet sich nach Fahrdauer und/oder zurückgelegter Strecke. Es gibt keine einheitliche Preisfestlegung, die Fahrpreise sind regional, aber auch individuell sehr unterschiedlich. Generell sind Ojeks in großen Städten wie Bandung oder Jakarta erheblich teurer als in der Provinz.